# Sindangkerta (Pagelaran)
Sindangkerta is een bestuurslaag in het regentschap Cianjur van de provincie West-Java, Indonesië. Sindangkerta telt 6084 inwoners (volkstelling 2010).